# Nikolaï Onoptchenko
Nikolaï Markovitch Onoptchenko (en russe : Николай Маркович Онопченко) est un aviateur soviétique, né le 3 octobre 1920 et décédé le 3 mai 1998. Pilote de chasse et as de la Seconde Guerre mondiale, il fut distingué par le titre de Héros de l'Union soviétique.

## Carrière
Né le 3 octobre 1920 dans le village de Manily (en russe : Манилы), dans l'actuelle oblast de Kharkov, en Ukraine, il s'engagea dans l'Armée rouge en 1940 et fut breveté pilote au collège militaire de l'Air de Tchougouïev en 1942.
En juillet 1942, Nikolaï Onoptchenko fut muté au front et combattit principalement en Crimée, où ses faits d'armes lui valurent d'être nommé, après la guerre, « citoyen d'honneur de Sébastopol ». En 1944, nommé starchii leitenant (lieutenant), il commandait une escadrille du 163e régiment de chasse aérienne de la Garde (163.GuIAP) et participait aux opérations du deuxième front biélorusse. En trois années de guerre, il accomplit 642 missions, dont les deux tiers (au total : 446) étaient des missions de reconnaissance.
À l'issue du conflit il demeura dans l'armée et prit sa retraite comme polkovnik (colonel) en 1959. Il vécut ensuite à Stoupino, dans l'oblast de Moscou. Il est décédé le 3 mai 1998.

## Palmarès et décorations

### Tableau de chasse
Nikolaï Onoptchenko est crédité de 21 victoires homologuées, dont 15 individuelles et 6 en coopération, ainsi que d'un avion détruit au sol, au cours de 642 missions et 100 combats aériens.
Selon d'autres sources, le chiffre exact de ses combats aériens serait de 87.

### Décorations
- Héros de l'Union soviétique le 15 mai 1946 (médaille no 9010) ;
- Ordre de Lénine (no 59811) ;
- Trois fois décoré de l'Ordre du Drapeau rouge ;
- Ordre d'Alexandre Nevski ;
- Deux fois décoré de l'Ordre de la Guerre patriotique ;
- Deux fois décoré de l'Ordre de l'Étoile rouge.